# Diadelia minuscula
Diadelia minuscula là một loài bọ cánh cứng trong họ Cerambycidae.